# Neogobius fluviatilis
Neogobius fluviatilis là một loài cá thuộc họ Gobiidae.